# Westlife
Westlife es un grupo de pop irlandés formado en Dublín, en 1998. Estaba compuesto inicialmente por Nicky Byrne, Kian Egan, Mark Feehily, Shane Filan y Brian McFadden (este último dejó el grupo en 2004). El grupo se disolvió en 2012 después de 14 años y más tarde se reunió en 2018.
Westlife, vendió más de 44 millones de álbumes, sencillos, vídeos y álbumes recopilatorios en todo el mundo. Ha sido el único grupo en la historia británica e irlandesa en tener sus primeros siete sencillos en el puesto número 1. En Reino Unido tuvieron 25 sencillos en el Top 10 y 14 sencillos números uno. De esta forma -y empatando con Cliff Richard- son los terceros en tener la mayor cifra de números uno de la historía del país. Solo en Inglaterra sus ventas ascienden a 20,2 millones de álbumes y vídeos vendidos a lo largo de su carrera de 14 años (6,8 millones de sencillos, 11,9 millones de álbumes y 1,5 millones de vídeos).
A pesar del éxito mundial de la banda en otros países como Alemania, Suecia, Australia, Noruega, México, Japón o España, solo lograron un éxito muy destacado en Estados Unidos: el tema "Swear It Again", que llegó en 2000 a los primeros puestos de la lista Billboard Hot 100.
El 1 de junio de 2008, Westlife marcó su décimo aniversario con un concierto en Croke Park, Dublín ante más de 83.000 fanes que asistieron a la ocasión especial. Ese mismo año, fueron situados en el número nueve de las celebridades más ricas de Irlanda por debajo de los 30 años de edad. Fueron además decimoterceros en el ranking general con 36 millones de euros recaudados como banda. Fueron nombrados en 2010 como los artistas de música más trabajadores en Reino Unido por PRS.
El 19 de octubre de 2011, Westlife anunció su separación. El grupo presentó entonces a finales de 2011 su álbum Greatest Hits y realizó una destacada gira de despedida durante la primavera de 2012. El 23 de junio de 2012 realizaron en Croke Park su último concierto dentro de la gira denominada Farewell Tour.
Entre sus canciones más populares destacan los sencillos originales: "My Love", "Swear It Again", "I Lay My Love On You", "If I Let You Go", "What About Now", "Flying Without Wings", "Us Against The World" o "Queen Of My Heart" y los sencillos versiones: "Uptown Girl", "You Raise Me Up", "The Rose" o "Home".  
El grupo ha tenido la oportunidad de realizar dúos junto a estrellas como Mariah Carey, Diana Ross, Cristian Castro, Donna Summer o Ronan Keating.
Westlife no ha logrado ingresar al mercado de los EE. UU. Hasta el momento, logrando solo un hit en 2000, "Swear It Again". A pesar de esto, los Estados Unidos se ubicaron entre los cinco primeros por el número de visitas de la banda, con un total de más de 30 millones en su canal oficial de YouTube solo con varios videos subidos a partir de junio de 2018.

## Comienzos
En 1997, en Sligo, un condado del oeste de Irlanda, Kian Egan, Shane Filan y Mark Feehily realizaron la obra "Grease" en su colegio. Debido al éxito que tuvieron decidieron formar junto a sus compañeros Derrick Lacey, Graham Keighron y Michael "Miggles" Garrett, un grupo musical llamado "Six as One", al que más tarde cambiaron su nombre por el de "I.O.YOU".

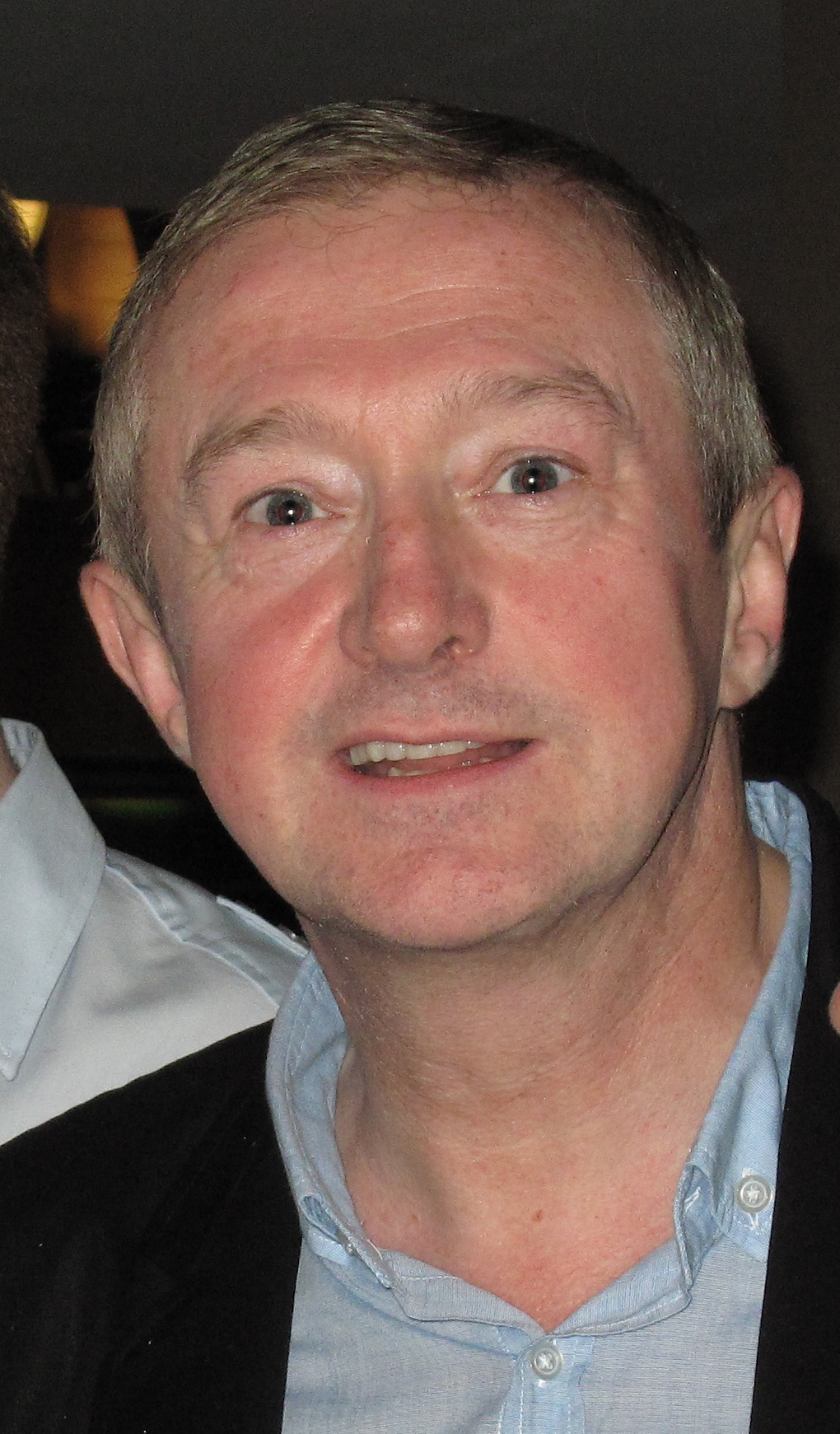
Louis Walsh Mánager de la banda.

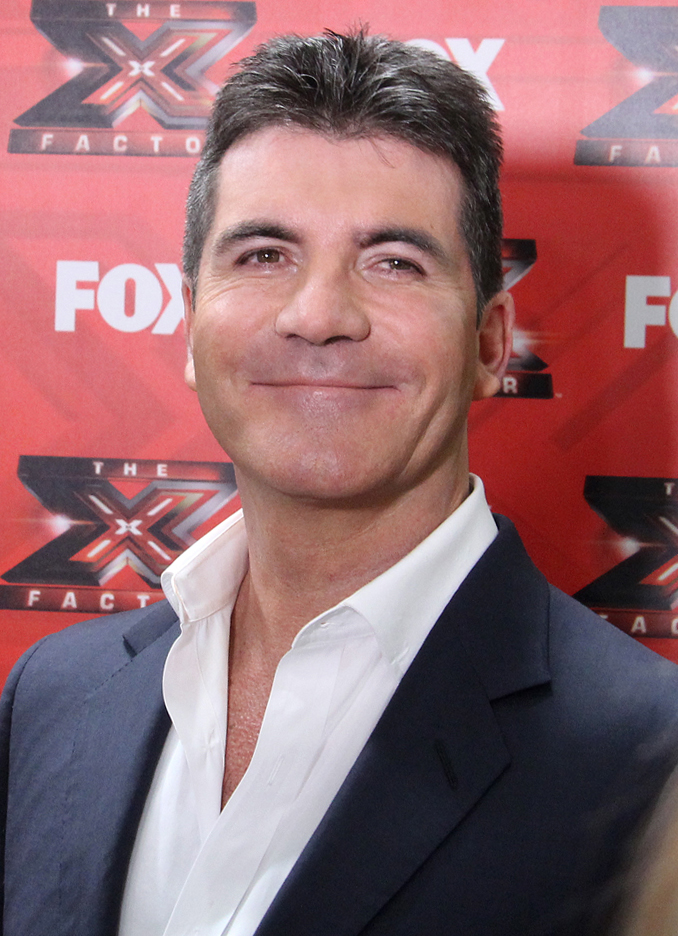
Westlife firma contrato con el sello discográfico de Simon Cowell

El grupo lanzó un sencillo titulado "Together Girl Forever" (que fue escrita por Feehily y Filan), "Everlasting Love" y una canción inédita titulada "Good Thing". Después de haber obtenido un éxito discreto, la madre de Shane, Mae, contactó con el representante de Boyzone, Louis Walsh del cual había sido vecina cuando era pequeña, para persuadirlo de representar al grupo. Walsh se contactó entonces con Simon Cowell para intentar obtener un contrato con la discográfica BMG. Sin embargo, Cowell no estaba muy contento con la formación original de la banda por lo que a tres miembros de la banda (Lacey, Keighron y Garrett) se les dijo que no formarían parte del nuevo grupo, y se realizaron audiciones en Dublín, donde se reclutó a Nicky Byrne (ex aprendiz de fútbol en Leeds United) y Brian McFadden (quién venia saliendo de la Escuela de Artes Escénicas de Billie Barry).
El grupo comenzó a realizar pequeñas presentaciones para la compañía discográfica, y finalmente firmaron con BMG en septiembre de 1998, teniendo que cambiar nuevamente el nombre por el de "Westside". El grupo empezó siendo telonero de Backstreet Boys en Dublín, y en octubre de 1998 viajó por el Reino Unido e Irlanda con Boyzone.
Su popularidad creció rápidamente después de su primera aparición en el programa SMTV de la televisión del Reino Unido en noviembre de 1998. También ayudó el concierto ofrecido en Smash Hits en diciembre del mismo año. Allí logran ganar su primer premio como nuevo artista pop.
Tras las navidades, "Westside" continuó su camino al éxito con su aparición en "Childline", un concierto en Dublín.
La fecha para el lanzamiento del que sería el primer sencillo de la banda ya estaba programada por aquel entonces. Sin embargo, el grupo se vio obligado a cambiar su nombre ya que se descubrió que en Estados Unidos ya había varios grupos llamados "Westside" con la posibilidad de que esto, en un futuro, les causara problemas. Consideraron varios nombres, entre los cuales salió "Westbeat"; pero finalmente se eligió Westlife.
Su primera actuación televisiva en vivo como grupo en Irlanda y en todo el mundo fue en la serie de televisión irlandesa y en el segundo programa de entrevistas nocturno The Late Late Show que se emitió el 13 de noviembre de 1998.

## Historia

### Dreams Come True - World Of Our Own (1998-2002)
La primera vez que Westlife se presentó fue en 1998 cuando abrieron un tour para Boyzone y los Backstreet Boys en un concierto en Dublín.
Más tarde ese año, ganaron el premio 'Mejor Nuevo Acto en Tour' en Smash Hits Poll Winners Party. 
En marzo de 1999, la banda lanzó su primer sencillo, "Swear It Again" qué inmediatamente entró en los charts en Irlanda y Reino Unido por dos semanas. Su segundo sencillo, "If I Let You Go", se lanzó en agosto de 1999 junto a la aclamada canción "Flying Without Wings" (su primer "Disco del año"), lanzado en octubre el mismo año.
"Flying Without Wings", también fue incluido en la banda sonora de la película, "Pokémon 2000". El primer álbum, simplemente titulado Westlife, fue lanzado en noviembre de 1999 y llegó al número dos en Reino Unido. Irónicamente, el álbum fue la gran caída en la música de Reino Unido, del puesto número 3 al 37. En diciembre de 1999, el doble del cuarto sencillo fue lanzado, "I Have A Dream" / "Seasons In The Sun", los cuales sacaron a "The Millennium Prayer" de Cliff Richard del puesto y ganaron con ellos el sencillo número uno de los sencillos de Navidad en Reino Unido en 1999. El quinto y último sencillo del álbum, "Fool Again" también llegó al puesto número uno. La banda tuvo un Tour pequeño en Reino Unido y Asia en apoyo a su álbum debut antes de lanzar un segundo álbum.
Felices por lo que habían logrado con su primer álbum, Westlife estaba listo para seguir creciendo. Con eso en mente, la banda se reunió con los talentosos productores y compositores que los ayudaron a alcanzar su debut. En el verano de 2000 viajaron a los estudios Cheiron de Estocolmo (N'Sync, Backstreet Boys, Britney Spears) y Londres donde trabajaron junto a Steve Mac y Wayne Hector.
Desde ese momento, el destino marcaría un futuro solo lleno de éxitos, causando revuelo en todo el mundo, con récords mundiales con canciones como "My Love".

#### Coast to Coast (2000)
Coast to Coast fue lanzado un año después y fue otro álbum número uno en Reino Unido derrotando al álbum de las Spice Girls, Forever. Se convirtió en el cuarto álbum más vendido de 2000 en el país y en el álbum más vendido de Westlife hasta la fecha. El disco fue precedido por un dueto con Mariah Carey  del éxito de Phil Collins, "Against All Odds", y su canción original, "My Love" (la canción que lo convirtió en el premio al 'Álbum del año'). Ambos sencillos alcanzaron el puesto número uno en los charts de Reino Unido. Con esto, Westlife rompió un inesperado récord de tener sus siete sencillos como debut en la cima de los charts de UK, empatando a The Beatles. 
En diciembre de 2000, no pudieron lograr su octavo sencillo en la cima en Reino Unido e Irlanda con su sencillo "What Makes a Man", cuando "Can We Fix It", de Bob The Builders fue coronado como sencillo de Navidad número uno de ese año. Fuera de los territorios de Inglaterra e Irlanda, lanzaron "I Lay My Love on You" y "When You're Looking Like That", que ganaron éxito en los charts. En 2001, los chicos llevaron a cabo su primer tour mundial, "Where Dreams Come True" extraoficialmente llamado "The No Stools Tour".
Ese año ganaron en los MTV Europe Music Awards el premio al 'Mejor Grupo del Reino Unido e Irlanda', superando a artistas como Robbie Williams, Craig David, Travis y Sonique. En enero de 2001 Westlife fue nominado en tres categorías para los prestigiosos Brit Awards: las cuales fueron 'Mejor Actuación de Grupo Pop', 'Mejor Debut Internacional' y 'Mejor grupo Internacional'. Finalmente se llevaron el premio a la 'Mejor Actuación de Grupo Pop'.
Westlife lanzó World of Our Own, su tercer álbum, en noviembre de 2001. "Uptown Girl" (Versión de Billy Joel), "Queen of my Heart" y "World of Our Own" fueron lanzados como sencillos. Todos llegaron a los puestos número uno en Reino Unido. "Bop Bop Baby" fue también lanzado como sencillo pero solo llegó al puesto número 5 en los charts de sencillos en UK. En 2002, Westlife inició su segundo tour mundial, "The World Of Our Own Tour (In The Round)".

### Unbreakable- Retiro de Brian (2002-2004)

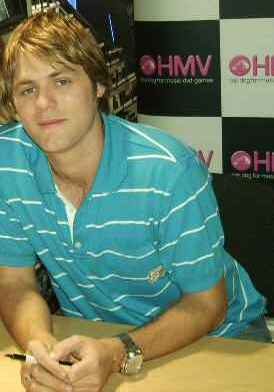
Brian McFadden dejó Westlife por su familia e hijos.

La banda lanzó su undécimo sencillo número uno, "Unbreakable", en 2002. En medio de diferentes rumores de separación, Westlife lanzó su primer álbum de grandes éxitos llamado, Unbreakable - The Greatest Hits Vol. 1 en noviembre de ese año. Fueron número uno en Reino Unido. Incluyó 6 canciones exclusivas y un dueto con Christian Castro.
El lanzamiento fue seguido por un doble sencillo, "Tonight/Miss You Nights", que debutó en el puesto número 3 en R.U. En esa época, Because Films Inspire... hizo un documental titulado "Wild Westlife" dirigido por MacDonald y protagonizado por la misma banda. Revela como era su vida musical sobre una base diaria en gira. En 2003, Westlife realizó una tercera gira, "The Greatest Hits Tour" haciendo caso omiso a los rumores de separación.
En septiembre de 2003, Westlife lanzó "Hey Whatever", que llegó al número cuatro en los charts de Reino Unido. Su cuarto álbum de estudio, Turnaround, fue lanzado en noviembre de 2003, ganando así otro álbum con un número uno en Reino Unido. "Mandy", una versión de Barry Manilow, fue lanzada en noviembre de 2003. Su versión ganó su tercer premio de 'Álbum del año' en cinco años. "Obvious", fue lanzado como sencillo final del álbum, llegando al puesto número 3. 
El 9 de marzo de 2004, apenas tres semanas antes de embarcarse en una gira mundial por cuarta vez, Bryan McFadden dejó la banda para pasar más tiempo con su familia y hacer trabajos en solitario. En ese día, una conferencia de prensa se llevó a cabo donde todos los miembros de la banda estuvieron presentes y dieron discursos emocionales individuales. La última aparición de Bryan con Westlife fue en un club, Tyne Powerhouse, el 27 de febrero de 2004.
Posteriormente, comenzó su carrera en solitario, decidido a revertir su nombre a su original, 'Brian', lanzó su primer sencillo en solitario, "Real to Me" que entró en las listas británicas en el número uno y más tarde, lanzó su primer álbum solitario, "Irish Son", bajo el sello Sony Music. Llegó a lanzar más sencillos con un éxito moderado.

### Allow Us To Be Frank- 10 años (2004-2008)
Menos de un mes después de la salida de McFadden, la banda inició su Tour "Turnaround". Una versión en vivo del tour de "Flying Without Wings" fue lanzada como una descarga oficial en UK, ganando el título número uno de las descargas de UK. Ningún sencillo fue lanzado en Reino Unido para este álbum. "Ain't That A Kick In The Head", acompañado de un vídeo musical, fue lanzado como un sencillo físico en otros países europeos. "Smile" y "Fly Me to the Moon", con también sus videos musicales, fueron lanzados como descargas digitales. Después de las audiciones de X Factor, encontraron a Joanne Hindley, quién grabó "The Way You Look Tonight" con la banda. Para esta especial colaboración, un programa especial fue televisado, mostrando las audiciones y las actuaciones en directo. Joanne figuró entre los artistas, los padres de los miembros de Westlife y la modelo Katie Price, II Divo y Kevin Spacey.
Westlife continuó su tour europeo como parte de su tour "The Number Ones", antes de tomar descanso por cuatro meses del trabajo. El 4 de mayo de 2005, Westlife perdió la batalla por la marca europea de la marca alemana "West".
En 2005, Westlife regresó con su sencillo "You Raise Me Up", que fue tomado del álbum Face to Face. El 6 de noviembre de 2005, el álbum y el sencillo estaban en el puesto número uno en UK al mismo tiempo en la segunda semana del sencillo. Fue la primera vez que Westlife mantuvo ambos, el álbum y el sencillo en la misma semana.
"You Raise Me Up" fue premiado por álbum del año en UK en 2005. En diciembre de ese año, la banda lanzó "When You Tell Me That You Love Me", un dueto con Diana Ross, como segundo sencillo y debutó en la posición número 2. Westlife luego lanzó un tercer sencillo, "Amazing", que debutó en el puesto número 4 y señaló al grupo con menores ventas todavía. Después de eso, Westlife embarzó su tour "Face to Face", viajando extensivamente por UK, Irlanda, Australia y Asia. Este tour marcó la primera vez que Westlife viajó a China occidental por un concierto.
A finales de 2006, Westlife firmó un nuevo contrato de cinco discos con Sony BMG. Su octavo álbum, tenía como concepto al "amor", que consistía en versiones populares de amor. El álbum vendió más compilaciones con Oasis, The Beatles, y U2 en su primera semana de lanzamiento y fue directo al puesto número uno. El primer sencillo del álbum The Love Album, fue una versión de Bette Midler, "The Rose", que se convirtió número 1 en UK por décimo cuarto sencillo. Esto hizo que Westlife tenga su tercer acto (con Cliff Richard) en UK en tener la mayoría de los sencillos en los primeros puestps, detrás de Elvis Presley y The Beatles. Westlife luego comenzó su gira mundial, "The Love Tour", en Perth, Australia. La banda luego se dirigió a otras ciudades de Australia antes de trasladarse a Sudáfrica, UK e Irlanda.Westlife organizó su último gran concierto en 2007 en Carlisle, Inglaterra. El álbum alcanzó también un notable éxito en Irlanda, Australia, Suecia, Noruega, Dinamarca o Alemania.
El 5 de noviembre de 2007, Westlife lanzó su noveno álbum, Back Home, que contenía nueve canciones originales con tres canciones de versiones. El álbum debutó en los puestos números uno en los charts de música en Reino Unido y fue también en 2007 el quinto álbum más vendido en UK. El primer sencillo lanzado del álbum fue una versión de Michael Bublé, Home, que llegó al puesto número 3 em UK. "I'm Already There", no se lanzó cómo sencillo, logró éxitos en Reino Unido sobre las descargas con una actuación en un episodio de The X Factor. El 15 de diciembre de 2007, tuvieron un show de dos horas llamado The Westlife show dónde cantaron 10 canciones, algunas votadas por los fanes en la web y algunas de Back Home. Fue presentado por Holly Willoughby. Esta vez, Westlife junto a Tesco trajo un "Quiz definitivo de Westlife" que preguntaba sobre la historia entera de los chicos. Participaron miles de fanes en el mundo. Meses más tarde, "Us Against the World" fue anunciado y lanzado como su segundo sencillo en UK e Irlanda. Llegó a los puestos número 8 y es el sencillo más lento en los charts hasta la fecha. Antes del lanzamiento de su segundo sencillo, se embarcaron en el Tour Back Home en 2008, el 25 de febrero. Este tour fue la primera vez que el grupo ha viajado a Nueva Zelanda, realizando conciertos en Auckland, Wellington, New Plymouth y Christchurch. Mientras tanto, " Something Right" fue lanzado como segundo sencillo y "Us Against the World" se convirtió en el tercer sencillo en Europa y la región de Asia. Ambas canciones funcionaron bien en varias listas de música.

### 10 años: Dos últimos álbumes de estudio: (2008-2011)

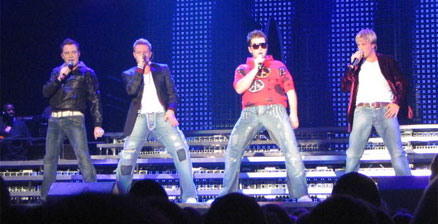

Para celebrar su décimo año en la música, Westlife hizo un especial, 10 Years of Westlife, en el cuarto estadio más grande de Europa, Croke Park, el 1 de junio de 2008. Con una capacidad de 82.300, fue el show más grande de la banda hasta la fecha. Shane Ward lo marcó como un acto de apoyo para el concierto, en que Kian lo describió como un "espectáculo de pop". Shane confirmó que un DVD del concierto sería lanzado. La banda anunció que estaría en un hiato por un año después de su Tour Back Home y no habría un lanzamiento de álbum en 2008 ya que estarían pasando más tiempo en la producción de su décimo álbum. Como habían prometido, la página oficial de la banda confirmó el 27 de septiembre de 2008 el lanzamiento del nuevo DVD el 24 de noviembre de 2008 titulado 10 Years of Westlife - Live at Croke Park Stadium que fue número uno en Reino Unido, Irlanda, Sudáfrica, Hong Kong y Nueva Zelanda.
A medida que la banda terminaba otra gira exitosa, Louis Walsh anunció en el show Xpose que el 1 de julio de 2008 es el comienzo oficial del parón más largo de la banda hasta entonces. Dijo que sería un año de descanso, desde el 1 de julio de 2009. El 13 de diciembre de 2008, en un descanso, Westlife hizo una aparición en X Factor, donde presentaron "Flying Without Wings" con JLS. Después de la presentación, Shane y Nicky fueron entrevistados en Xtra Factor con Ronan Keating y Stephen Gately de Boyzone. Mientras JLS presentó "I'm Already There", la vención de Westlife entró nuevamente en UK Singles Chart en el número 63, como también en Ireland Singles Chart en el número 47 debido solo a grandes descargas. En la última semana de enero de 2009, un DVD titulado The Karaoke Collection fue lanzado. Contiene algunos de sus vídeos exitosos. El 27 de febrero de 2009, la revista de Herald Ireland, Louis reveló que Simon ya estaba eligiendo tres nuevas canciones que él considera que deberían ser éxitos instantáneos. Nicky difundió la noticia el 8 de marzo de 2009 que Westlife se uniría a las listas musicales cuando comenzaran a grabar en junio de 2009 cuando recibió su VIP Style Awards como el Hombre más Elegante en X-pose, TV3. El 18 de marzo de 2009, ganaron el premio al Mejor Artista Pop en 2009, en Meteor Awards por novena vez consecutiva.
Su décimo álbum, Where We Are, fue lanzado el 30 de noviembre de 2009 en Reino Unido y llegó al número 2 en las listas Irlandesas y de Reino Unido. El nuevo sencillo, "What About Now", fue lanzado unas semanas antes, el 23 de octubre de 2009, con descargas digitales estando disponibles el día anterior. El sencillo llegó al número 2 en listas Irlandesas y de Reino Unido. La versión original de Daughtry ganó exposición en las rondas de The X Factor anterior al lanzamiento de Westlife. También fueron parte del sencillo de caridad en 2010, "Everybody Hurts", una versión de R.E.M. que fue organizado por Cowell. La gira en apoyo a este álbum fue titulado "The Where We Are Tour". El disco de vídeo para esta gira fue lanzado en DVD y Blu-ray el 29 de noviembre de 2010. El undécimo álbum fue grabado y procesado con el compositor/productor John Shanks en Londres y Los Ángeles. Fue producido enteramente por Shanks. El 19 de septiembre de 2010, el sencillo "Safe", fue escuchado en X Factor como un fragmento; la banda luego presentó la canción el 14 de noviembre de 2010 en el mismo show. El sencillo fue lanzado el 14 de noviembre de 2010. Debutó en UK Singles Chart el 21 de noviembre de 2010 en el número 10, dándole al grupo su sencillo número 25 como top 10 en Reino Unido. También es su sencillo más bajo en las listas en el país. El nuevo álbum llamado Gravity fue lanzado el 22 de noviembre de 2010. Fue número 1 en Irlanda y número 1 en Reino Unido. En marzo de 2011, comenzaron su undécima gira, Gravity Tour. En esta gira, fue la primera vez que la banda viajó a Omán, Namibia, Guangzhou y Vietnam para los conciertos.

### Greatest Hitsy separación: (2011-2012)
El 14 de marzo de 2011, Westlife confirmó que habían dejado a Cowell después de 13 años y su sello discográfico Syco Music después de nueve años. La banda citó la decisión de Syco en no lanzar un segundo sencillo de Gravity como la razón. Byrne impactó con otra razón, "Firmamos con Simon en 1998 y él era brillante, pero luego vino el desarrollo de The X Factor y American Idol. Simon se hizo famoso y sus intereses se fueron por ese camino en lugar de Westlife. Nos sentimos poco queridos con Simon Cowell, sí tuviera que ser honesto. Lo teníamos (apoyándonos a tiempo completo) con Simon pero él quedó muy ocupado y hacía las cosas en el último momento y necesitábamos a alguien que estuviera todo el tiempo." Después de regresar a RCA Records por un contrato de un año, anunciaron su Greatest Hits para ser lanzado el 21 de noviembre de 2011. El primer sencillo "Lighthouse" fue lanzado el 14 de noviembre de 2011.
El 17 de octubre de 2011, Irish Daily Mail informó que McFadden se reuniría con ellos en un show, "An Evening with Westlife" en apoyo a su álbum de grandes éxitos. Paddy Power agregó sus apuestas de sí McFadden se uniría a la banda permanentemente y con el próximo tour después de que la información saliera. Egan luego lo negó y dijo: "Todos los rumores sobre Brian uniéndose a Westlife no son verdaderos. Hemos sido un conjunto de cuatro por demasiado tiempo. Amamos a Brian pero no pasará. Eso incluye cualquier presentación en televisión". Con un nuevo álbum de compilaciones por salir, se especuló que Westlife haría una nueva gira de grandes éxitos. De acuerdo a The Mirror, una fuente cercana a la banda, reveló planes por ellos para tocar en Aviva Stadium y otro concierto en Croke Park a mediados de 2012. En septiembre de 2011, Stereoboard.com anunció la gira de conciertos para 2012, que comenzaría en mayo de ese año. Pero la página oficial de la banda dijo: "A pesar de distintos sitios web anunciando fechas de Westlife para una gira en 2012, no hay un plan de gira definitivo. Tan pronto lo haya, la banda hará un anuncio oficial. Hasta entonces, por favor no presten atención a cualquier página diciendo que tienen entradas en venta este viernes." Fue anunciada una gira en Reino Unido el 18 de octubre con fechas confirmadas en mayo de 2012 y fue titulada como The Greatest Hits Tour o The Farewell Tour. La gira fue vendida en minutos. Stereoboard.com agregó: "Después de una afluencia masiva, las entradas para la gira de Westlife en mayo de 2012 fueron agotadas casi inmediatamente mientras los fanes acudieron en masa a Internet para tratar de tener sus manos llenas de entradas para las actuaciones finales de la legendaria banda irlandesa.
El 19 de octubre de 2011, Westlife anunció oficialmente que se separarían después del álbum de Greatest Hits y una gira de despedida. Describieron la separación como "amistosa" y manifestaron querer un "merecido descanso". Informes de Daily Records dijeron que fue una "ruptura irreparable" en la banda, pero luego fue negado por una fuente cercana del grupo diciendo: "No hay mala sangre en la banda, todavía son grandes amigos. Pero todas las cosas buenas llegan a su fin y todos están dispuestos a hacer sus propias cosas." Luego, la banda también lo negó y llamó a la separación como "una decisión unida." Una historia más completa detrás de la separación fue discutida por Daily Mail y Daily Star. Una segunda declaración fue emitida a través de su página oficial, diciendo que los fanes continúan siendo el mejor sistema de apoyo. Raidió Teilifís Éireann hizo un collage de "Westlife - a lo largo de los años - para marcar la ocasión especial. Keith Duffy dijo que estaba sorprendido al escuchar acerca de la separación. El alcalde Sligo Rosaleen O'Grady, quién le dio a los muchachos la Libertad de Sligo, manifestó estar en estado de shock. Mientras que The Irish Times defendió a la banda diciendo:
Westlife sigue siendo una de las bandas que más vende en Irlanda. Establecieron un récord en las listas al tener sus primeros siete sencillos en número 1 y ventas masivas de comercialización, pero para la mayoría de los críticos musicales no tienen ningún mérito alguno musical, especializándose solamente en versiones de versiones en un mercado adolescente. [...] El género boyband es uno de las áreas más difíciles y demandadas en la industria musical, con muchas víctimas que no pueden mantenerse al día con la carga de trabajo, la imagen limpia y la burla de fanáticos de la música seria. Dentro de los parámetros del género, Westlife alcanzó la excelencia. Al tener una carrera de 14 años en círculos de boyband sería el equivalente de una banda de rock al tener 35 años de carrera.
Los fanes ya han tomado las redes sociales para comentar en la decisión de la separación; algunos fanes se describen como "devastados", "el día que la música murió." Algunos medios de comunicación predijeron una posible reunión en el futuro.
Sin embargo, Westlife comentó a esa especulación al prometer que nunca se juntarían. Las personas dejaron sus mensajes en Twitter al usar #WestlifeForever y #Westlife. Fue tendencia en Irlanda (Dublín), Indonesia (Bandung, Jakarta), Filipinas, Singapur, Suecia, Nueva Zelanda, y Reino Unido (Birmingham, Glasgow, Londres, Manchester).

### Reunión, Spectrum y Gira (2018-2020)
El 23 de septiembre de 2018 se informó de que el grupo firmó con Universal Music Group un nuevo contrato de cinco años para álbumes y giras con Virgin EMI Records. El 3 de octubre de 2018, el grupo anunció oficialmente que estaban trabajando en nueva música. McFadden no participó en la reunión y dijo en una entrevista con la revista "Closer": "Solo conocí a los chicos cuando me uní a la banda y no me arrepiento de haberme ido". El 19 de diciembre de 2018, Egan y Feehily publicaron una foto de los primeros ensayos del grupo juntos en seis años.
"Hello My Love", su primer sencillo desde 2011, fue lanzado el 10 de enero de 2019. Su primera presentación en el Reino Unido después de siete años con este sencillo fue en The Graham Norton Show el 11 de enero de 2019. También interpretaron el sencillo en los 24th National Television Awards el 22 de enero de 2019. Su primera presentación y aparición televisiva juntos en Irlanda fue en la noche de la final de Bailando con las estrellas Ireland el 24 de marzo de 2019. El sencillo alcanzó el puesto número 13 en el Reino Unido y el número dos en Irlanda y Escocia. El sencillo recibió la certificación de Oro en el Reino Unido siete meses después de su estreno. En Irlanda, tiene una certificación de Doble Platino.
Su undécimo álbum de estudio Spectrum fue lanzado el 15 de noviembre de 2019. El álbum alcanzó el número uno en Irlanda, Escocia y el Reino Unido. Fue certificado como Oro en el Reino Unido y Platino en Irlanda. El segundo sencillo del álbum fue "Better Man". Alcanzó el puesto número dos en el UK Singles Sales Chart y en el Scottish Singles Chart. El tercer sencillo, "Dynamite", fue lanzado el 5 de julio de 2019. El cuarto sencillo del álbum, "My Blood", fue lanzado el 25 de octubre de 2019. "My Blood" alcanzó el puesto número noventa y seis en el UK Singles Chart y el puesto número seis en el Scottish Singles Chart. También llegó al puesto número cuarenta y seis en el Irish Singles Chart.
El 17 de octubre de 2018, Westlife anunció The Twenty Tour y dijo: "Cada país que quiera ver a Westlife nos verá en algún momento. No nos alejaremos de esto hasta que hayamos logrado hacer una gira por todo el mundo." Contrataron al equipo de Cirque du Soleil para la producción, diseño del escenario y rutinas de la gira. El segundo día de la gira en Croke Park tuvo una transmisión en vivo en cines seleccionados el 6 de julio de 2019. Esto fue lanzado como un álbum en video en diferentes formatos el 13 de marzo de 2020. Alcanzó el número uno en el Reino Unido e Irlanda y se mantuvo en la primera posición durante más de treinta semanas en sus listas oficiales.
El 13 de septiembre de 2019, anunciaron la Stadiums in the Summer Tour que estaba programada para comenzar al año siguiente. Sin embargo, se pospuso hasta 2022 debido a la pandemia de COVID-19.

### Wild Dreams(2021–presente)
El 17 de marzo de 2021, anunciaron formalmente que firmaron un nuevo contrato discográfico a través de Warner Music UK y East West Records.
Se presentaron en un evento de la BBC Radio 2 en el Ulster Hall de Belfast el 25 de agosto de 2021, que fue transmitido el 10 de septiembre de 2021.
El 29 de octubre de 2021, se lanzó un nuevo programa para su decimocuarta gira de conciertos, renombrada como The Wild Dreams Tour. Incluía catorce nuevas fechas y lugares, con ocho fechas adicionales agregadas posteriormente. Anunciaron que su concierto en el Estadio Wembley sería transmitido en vivo en varios cines de Europa. El 17 de diciembre de 2021, un concierto de Westlife filmado en el Bush Hall de Londres y transmitido por Tencent's WeChat (Weixin) en China tuvo una audiencia de casi 28 millones. Fueron artistas invitados especiales en el concierto en vivo de Backstreet Boys en la misma plataforma el 24 de junio de 2022.

## Arte

### Capacidad vocal
El concepto de boyband está diseñado para tener diferentes partes y papeles. Filan, Feehily y McFadden (antes de su ida) toman parte de las voces principales mientras que Byrne y Egan usualmente realizan los coros y en solos muy ocasionales en canciones hasta la fecha reciente. Estas son las clasificaciones de las habilidades vocales: Filan tiene la "melodía popular" (de gama media a alta voz) y por lo tanto canta la melodía tenor la mayoría de veces, mientras que Feehily tiene "la voz soul" y puede ir de las notas de barítono muy bajo a la voz de tenor muy alto. A veces canta en falsete. Byrne tiene "la voz ronca" y puede cantar armonías altas sin esfuerzo, mientras que Egan tiene "la voz rocosa" y usualmente canta armonías bajas.

### Instrumentos
El instrumento principal y clave de la banda son sus voces. Algunos de ellos han tocado instrumentos como Egan, quién sabe tocar el piano, la batería y la guitarra; Feehily sabe tocar el piano. Durante sus conciertos, van acompañados por una banda, acústica y de rock y no suelen usar su talento en el escenario.

### Composición
En los últimos años de su carrera, la música de Westlife ha evolucionado desde el pop adolescente a un sonido pop, con un énfasis en baladas. La mayoría de los éxitos de la banda han sido compuestos por compositores con experiencia notable como Steve Mac y Wayne Hector.

### Estilo musical, Género, Contenido e Influencias

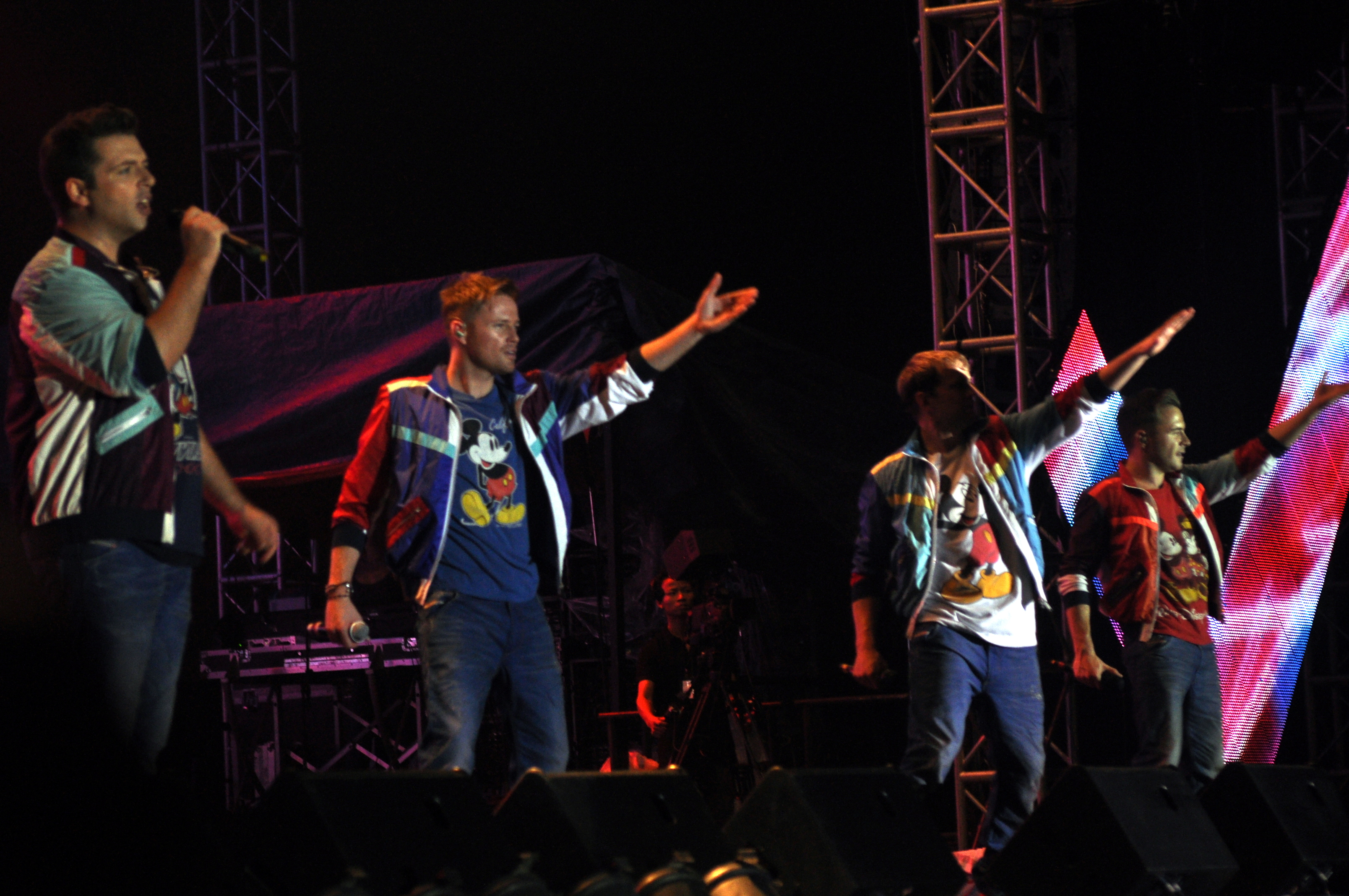

La banda se clasifica como una banda pop con canciones pop que incluye baladas y canciones de amor. Westlife ha sido conocido en sus primeros años tanto por sus canciones pop adolescentes como por sus canciones lentas. Los álbumes conocidos por pop adolescente son Westlife, Coast to Coast, World of Our Own y Turnaround. Conforme pasaban los años trataron diferentes géneros como jazz en el álbum Allow Us To Be Frank o el género pop rock en 2009 en Where We Are. También siendo maduros, tocaron el género de adulto contemporáneo con su disco The Love Album. Canciones más maduras son encontradas en sus discos Face to Face, Back Home, y muy probablemente en su álbum Gravity.
Cada álbum de Westlife ha tenido una mezcla de géneros. El género R&B es evidente como sonido de la banda pues desde el comienzo sus voces eran más armonizadas y se mezclaban. Podemos escucharlo en sus canciones "When I'm With You", "How to Break a Heart", y "Sound of a Broken Heart". El género acústico también llegó a la banda, en sus versiones de "My Love", "Flying Without Wings" y "If I Let You Go". Sonidos club o electrónicos también son escuchados en sus remixes en cada sencillo lanzado. La música dance también es un género de Westlife y es escuchado en sus canciones como "When You're Looking Like That", "Bad Girls" y "Uptown Girl". La música en vivo vino a su camino cuando lanzaron oficialmente canciones en vivo como "You Raise Me Up" (en vivo en Croke Park) y "To Be With You". Realizaron música country en "Daytime Friends, Nighttime Lovers." Como banda pop también estuvieron inspirados en hacer versiones de canciones que fueron diferentes y le pusieron su propio género pop (con "Home" de la música jazz, "I'm Already There" de la música country).
En sus comienzos, el contenido musical de la banda fue en su mayoría sobre amor y canciones de inspiración, pero a medida que crecieron, le han dado oportunidad a las canciones que fueron de la experiencia cotidiana. En cuanto a su imagen, comenzaron como boyband con una imagen limpia. Ahora, se llaman a sí mismos una manband con una imagen más amplia y varonil a medida que crecen.

## Comparaciones y Críticas
Fueron comparados con otros compañeros de boybands como los Backstreet Boys, Boyzone, Blue, A1 y Take That, y otras bandas pop como S Club 7, Ateens y Spice Girls.
Las influencias de la banda son Michael Jackson, Backstreet Boys y Boyzone mientras que el pop es su principal influencia en música. Son adorados por mucha gente, como Chris Martin de Coldplay. La banda tiene "bandas tributo" presentando sus canciones como Westlives, That's Life, y Westlike. Por otra parte, Westlife también rindió homenaje a sus compañeros de boyband como uno de los conciertos de repertorio.

## Productos, Patrocinio y Respaldo
Algunos de los productos que Westlife lanzó oficialmente son libros, calendarios (desde 2001-presente), mercancía de giras como camisetas, y fragancias. Tienen su propia página web para sus mercancías desde 2008, disponible para hombres y mujeres. También recibieron el patrocinio de Adidas en 2002.
Han lanzado en línea libros oficiales y no oficiales. El único libro escrito por los miembros de Westlife fue lanzado el 16 de junio de 2008 por HarperCollins UK Publishing titulado Westlife - Our Story, como parte de su celebración de diez años. Se dijo que el libro fue escrito por cada miembro del grupo por tres meses. Contiene la vida que han tenido los últimos diez años en la música. Aparecen también fotos privadas de los chicos. El 28 de mayo de 2009, lanzaron una autobiografía, agregando la experiencia en Croke Park y por primera vez en edición de bolsillo. En ese tiempo también, la banda lanzó un perfume de tres piezas titulado "X". Se filtró en diciembre de 2008, y fue lanzado oficialmente en noviembre de 2009. En septiembre de 2010, lanzaron su segunda fragancia titulada "With Love".

## Filantropía
Si bien cada miembro de la banda ha tenido sus propias actividades humanitarias, Westlife ha estado apoyando varios proyectos para una causa benéfica desde el principio. Uno de ellos fue cuando el grupo volvió a grabar I Have A Dream con la estrella de Indonesia Sherina de UNICEF. Aparte de eso, los chicos re-lanzaron su versión cover de Uptown Girl como sencillo de Comic Relief, que fue uno de sus sencillos más vendidos hasta la fecha. Aparte de eso, también han ayudado a la organización S.I.R.F. con las víctimas del tsunami del sur de Asia.
El 4 de noviembre de 2005, tocaron junto a Christina Aguilera y Diana Ross en el Coca-Cola Dome en Johanesburgo, Sudáfrica para la campaña "Unidad de las Estrellas", un concierto benéfico que presta apoyo a cuatro organizaciones benéficas: la fundación Nelson Mandela de Infancia, Unidos contra el Hambre, el Hospital St. Mary y la Fundación Topsy. También han estado activos ayudando al Instituto Nacional para Sordos (RNID), ChildLine y niños necesitados, Investigación de Cáncer en Reino Unido, y organizaciones de ayuda en fútbol. También presentaron "Us Against the World" en vivo en Sports Relief, en Bluebell Wood, Londres y participaron en la compañía irlandesa de Galway haciendo un anuncio. También son un patrocinador oficial de One World Beat. Se incluyen como embajadores de la Sociedad Irlandesa para la Prevención de la Crueldad hacia los Niños (ISPCC). También apoyan a Outward Bound Trust.
Aparte de Soccer Aid, Nicky y Shane se encontraron en la lista de estrellas de cine, deportes y golfistas aficionados quienes participaron en Pro-Am, JP McManus Pro-Am en el Hotel Adare Manor y Gold Resort en Adare, Co Limerick, Irlanda, el 5 y 6 de julio de 2010. Westlife tocó para 1100 invitados en la Gala de Adare el 6 de julio después de haber tocado en un concierto.
El 8 de febrero de 2010 se lanzó el sencillo Everybody Hurts, cover de R.E.M. para recaudar fondos y ayudar a las víctimas del Terremoto en Haití uniéndose a las grandes voces de Leona Lewis, Rod Stewart, Mariah Carey, Cheryl Cole, Mika, Michael Bublé, Joe McElderry, Miley Cyrus, James Blunt, Gary Barlow, Mark Owen, Bon Jovi, James Morrison, Alexandra Burke, Susan Boyle, Aston Merrygold, Marvin Humes, Kylie Minogue y Robbie Williams.
Este sencillo logró colocarse, a las primeras semanas de su lanzamiento, en los primeros lugares de los charts del Reino Unido clasificándose como la canción de caridad más vendida de la historia por encima de la versión Uptown Girl de los propios Westlife y Do They Know It's Christmas? de Band Aid 20.
Tras volver a reunirse el grupo en 2018, el cuarteto lanzó los álbumes de estudio Spectrum (2019) y Wild Dreams (2021).
Después de 14 años, 26 éxitos en el top ten, incluidos 14 singles número uno, 11 álbumes en el top 5, 7 de los cuales llegaron al primer puesto y han vendido colectivamente más de 44 millones de copias en todo el mundo, 10 giras con entradas agotadas e innumerables recuerdos que atesoraremos para siempre, hoy anunciamos nuestro plan de tomar caminos separados después de una colección de grandes éxitos volvieron a reunirse para una gira de despedida.

## Miembros

### Miembros actuales
- Shane Filan: voz principal (primer tenor) (1998-2012; 2018-)
- Mark Feehily: voz líder (contratenor/soprano) (1998-2012), voz principal (2018-)
- Nicky Byrne: segunda voz (segundo tenor/barítono) (1998-2012; 2018-)
- Kian Egan: segunda voz (bajo), instrumentos en vivo (1998-2012; 2018-)

### Miembros anteriores
- Brian McFadden: voz líder (baritono) (1998-2004)

## Discografía
Álbumes
- Westlife (1999)
- Coast to Coast (2000)
- World of Our Own (2001)
- Unbreakable - The Greatest Hits Vol. 1 (2002)
- Turnaround (2003)
- Allow Us To Be Frank (2004)
- Face to Face (2005)
- The Love Album (2006)
- Back Home (2007)
- Where We Are (2009)
- Gravity (2010)
- Greatest Hits (2011)
- Spectrum (2019)
- Wild dreams (2021)